# Ratamosa
Ratamosa est une census-designated place située dans le comté de Cameron, dans l’État du Texas, aux États-Unis. Sa population s’élevait à 254 habitants lors du recensement de 2010.